# Bouville (Essonne)
Bouville – miejscowość i gmina we Francji, w regionie Île-de-France, w departamencie Essonne.
Według danych na rok 1990 gminę zamieszkiwały 533 osoby, a gęstość zaludnienia wynosiła 26 osób/km² (wśród 1287 gmin regionu Île-de-France Bouville plasuje się na 793. miejscu pod względem liczby ludności, natomiast pod względem powierzchni na miejscu 68.).